# Kingston

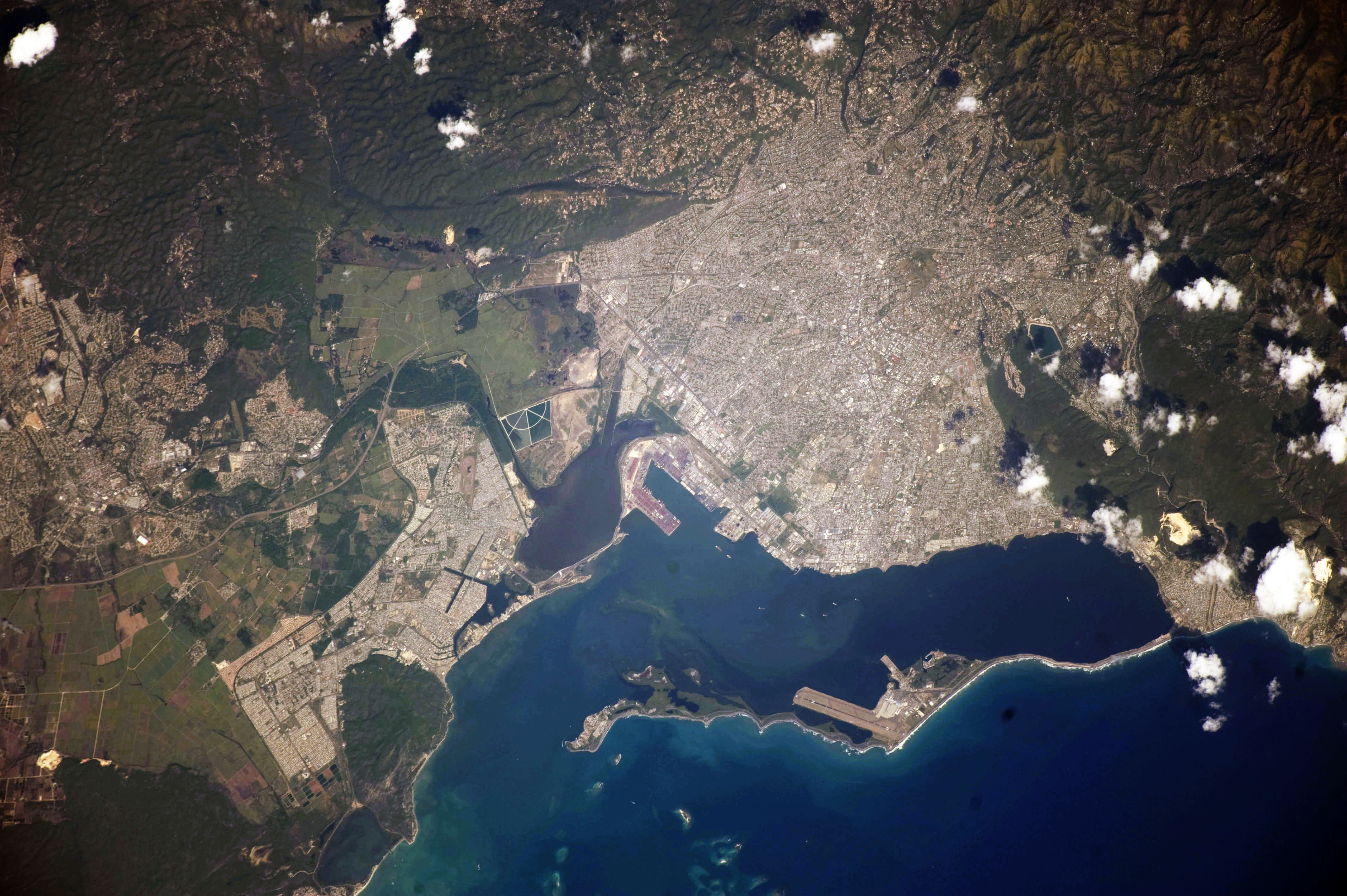
Kingston sfotografowane z pokładu ISS

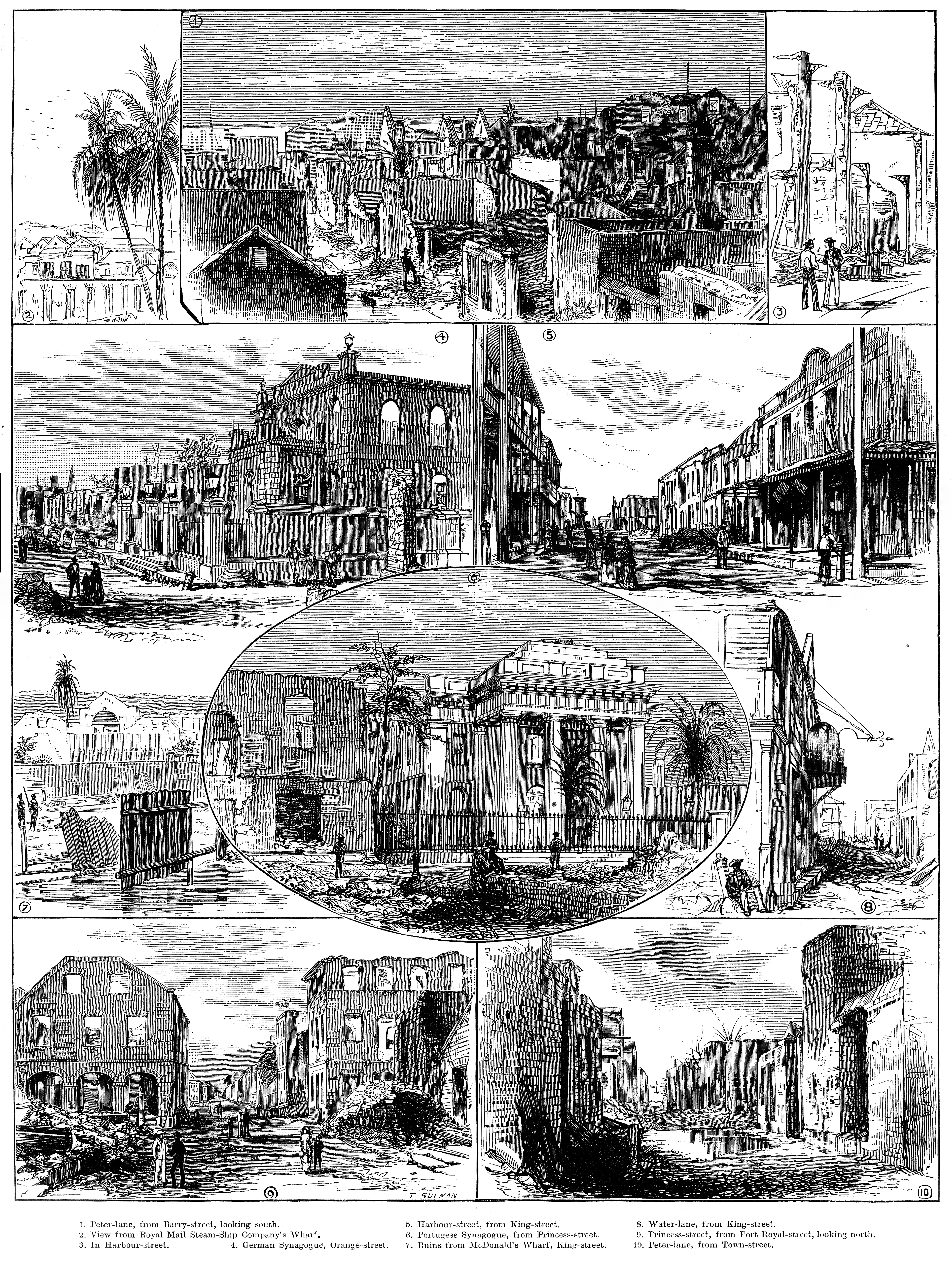
Rycina przedstawiająca Kingston po pożarze w 1882

Kingston – stolica i największe miasto Jamajki położona w jej południowej części nad Morzem Karaibskim.

## Położenie
Miasto leży na południowym wybrzeżu Jamajki nad zatoką Kingston, otoczone jest przez pasmo Gór Błękitnych. Znajduje się w hrabstwie Surrey, na terenie regionów Kingston oraz częściowo Saint Andrew.
W pobliżu miasta położony jest Port lotniczy Kingston-Norman Manley.
Przedmieścia Kingston to m.in. dzielnica slumsów Trenchtown.

## Gospodarka
Ważny port morski i międzynarodowy port lotniczy. Miasto jest też najważniejszym ośrodkiem przemysłowym wyspy (przemysł paliwowy, cementowy, chemiczny, maszynowy oraz metalowy).

## Historia
Miasto zostało założone przez Anglików w 1693 w pobliżu zniszczonej przez trzęsienie ziemi z 1692 dotychczasowej stolicy – Port Royal. Kingston stało się stolicą w 1872 (poprzednio było nią Spanish Town). We wrześniu 2004 miasto nawiedził huragan Ivan, który spowodował duże zniszczenia.

## Sport
W 1966 odbyły się w Kingston igrzyska Imperium Brytyjskiego i Wspólnoty Brytyjskiej. Głównie pod kątem tej imprezy wybudowano kompleks sportowy Independence Park. W 2002 miasto gościło lekkoatletyczne mistrzostwa świata juniorów.

## Religia
Kingston jest siedzibą metropolii oraz archidiecezji kościoła katolickiego. Główną katolicką świątynią wyspy jest katedra Świętej Trójcy w Kingston.

## Transport
W latach 1876–1948 działał w mieście system komunikacji tramwajowej. W mieście znajduje się port lotniczy Tinson Pen.

## Miasta partnerskie
- Coventry (Wielka Brytania)
- Guadalajara (Meksyk)
- Hrabstwo Miami-Dade (USA)
- Kalamazoo (USA)

## Galeria

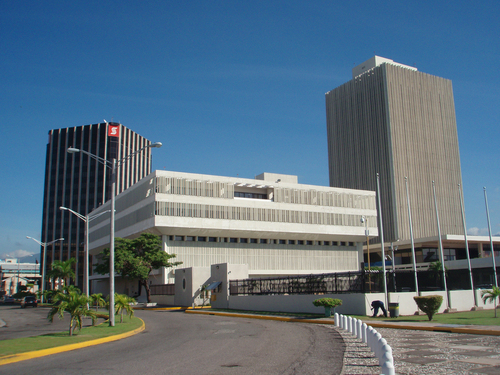
Budynek w Downtown, siedziba Bank of Jamaica
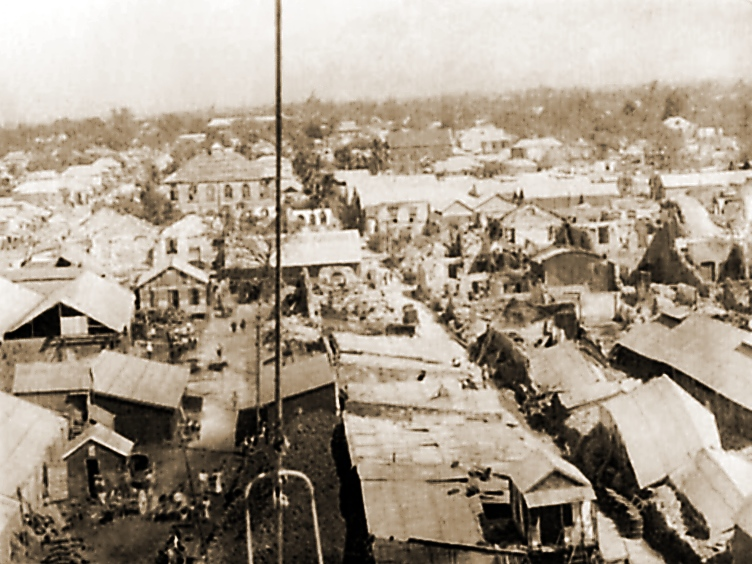
Kingston w 1907 roku
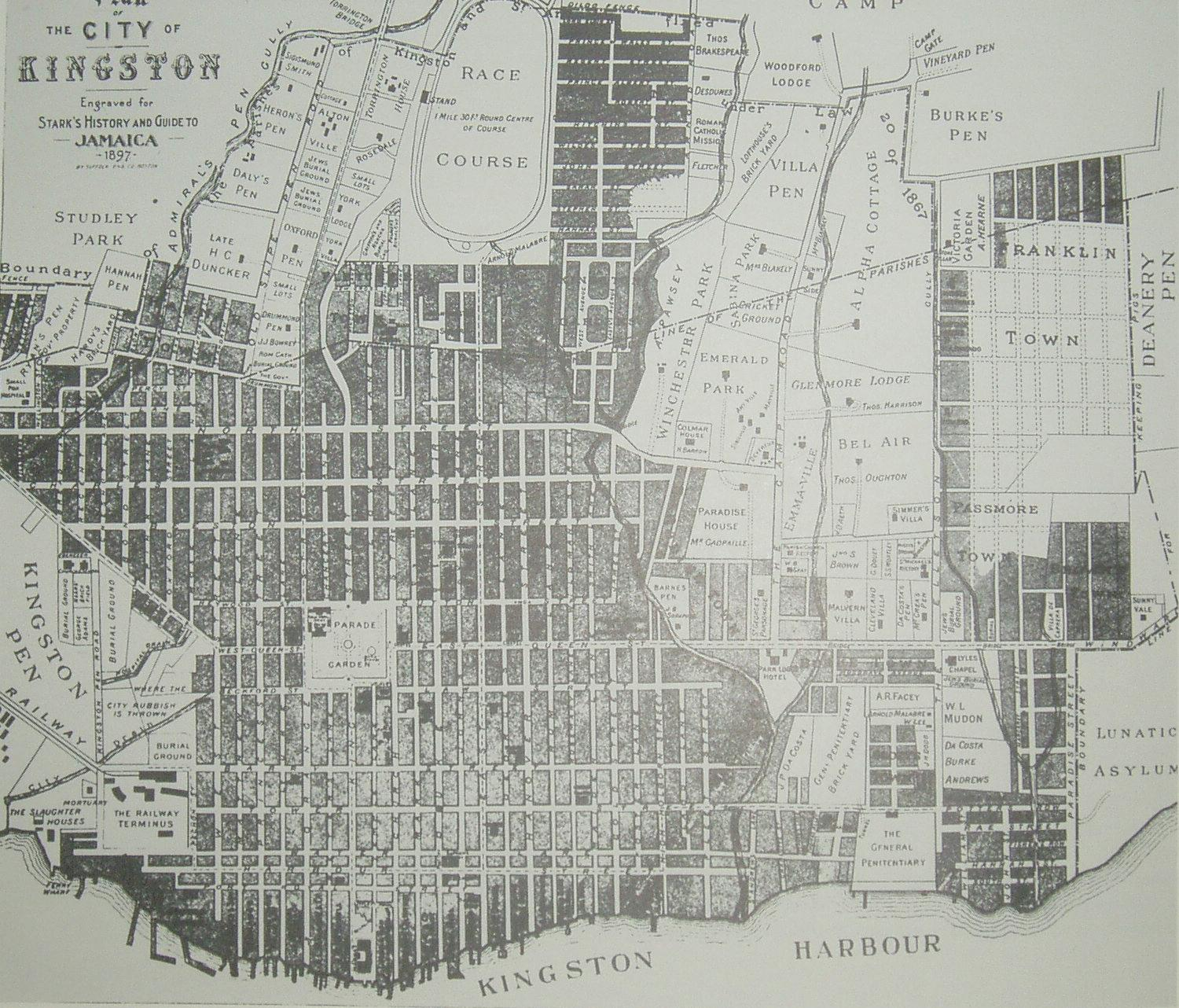
Mapa Kingston z 1897 roku
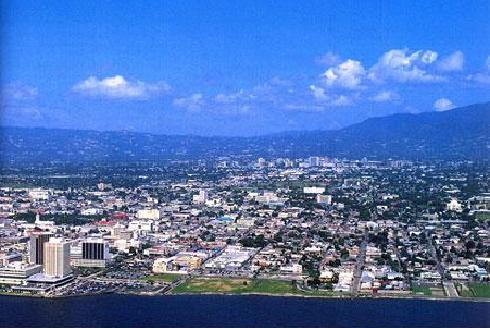
Kingston od strony zatoki